# Cutah

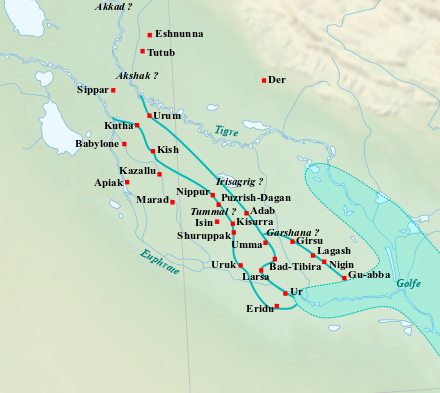
Localización de Cutah en el mapa de las principales ciudades de la Baja Mesopotamia

Cuta o Cutah (hebreo "Kûth y Kûthâh", de significado incierto; acadio "Kutû"), hoy en día Tell Ibrahîm, era una ciudad babilónica, a unos 24 km al noreste de la capital, Babilonia. En ella se hallaba el templo de E-meslam, centro de adoración del dios Nergal. 
Desempeñó un papel insignificante en la historia de Babilonia. Los habitantes de Cuta están entre los que Sargón II (722-705 a. C.) trasladó y estableció en las ciudades de Samaria, luego de su destrucción. Los nuevos pobladores de Samaria, a los que después se llamó samaritanos, siguieron adorando a su dios Nergal en su nuevo asentamiento.

Los hombres de Babilonia hicieron una imagen de Sucot-benot; los de Cuta hicieron una imagen de Nergal; los de Hamat hicieron una imagen de Asima; los aveos hicieron imágenes de Nibjaz y de Tartac; y los de Sefarvaim quemaban a sus hijos en el fuego en honor de Adramelec y Anamelec, dioses de Sefarvaim.

Cuta es una de las pocas ciudades babilónicas mencionadas en la Biblia y los judíos, después del exilio, llamaron cuteos a los samaritanos. El sitio de la ciudad, hoy Tell Ibrahîm, fue parcialmente excavado por Hormuzd Rassam en 1880.

## Enlaces
- Biblia En línea

- Datos: Q1096108